# Jop van der Linden
Jop van der Linden (Apeldoorn, 17 luglio 1990) è un calciatore olandese, difensore dell'avv Columbia Apeldoorn.

## Carriera
Nel 2012 passa al Go Ahead Eagles con cui prima ottiene la promozione in massima serie e quindi esordisce in Eredivisie. Il 15 maggio 2015, in scadenza di contratto, si accorda con l'AZ Alkmaar, firmando un accordo valido fino al 2019.

## Palmarès

### Competizioni nazionali
- Campionato australiano: 1

Sydney FC: 2018-2019